# Distrikt Baños
Der Distrikt Baños liegt in der Provinz Lauricocha in der Region Huánuco in Westzentral-Peru. Der Distrikt besitzt eine Fläche von 192 km². Beim Zensus 2017 wurden 2086 Einwohner gezählt. Im Jahr 1993 lag die Einwohnerzahl bei 3298, im Jahr 2007 bei 5412. Sitz der Distriktverwaltung ist die 3409 m hoch gelegene Ortschaft Baños mit 975 Einwohnern (Stand 2017). Baños befindet sich 11,5 km westlich der Provinzhauptstadt Jesús.

## Geographische Lage
Der Distrikt Baños befindet sich in der peruanischen Westkordillere im Nordwesten der Provinz Lauricocha. Der Río Nupe, der linke Quellfluss des Río Marañón, fließt entlang der östlichen Distriktgrenze nach Norden.
Der Distrikt Baños grenzt im Südwesten an den Distrikt Queropalca, im Nordwesten an den Distrikt Huallanca (Provinz Bolognesi), im Nordosten an die Distrikte Rondos und Jivia sowie im Osten und im Südosten an den Distrikt Jesús.

## Ortschaften
Im Distrikt gibt es neben dem Hauptort folgende größere Ortschaften:
- Pilcocancha (275 Einwohner)
- Río Blanco
- San Antonio
- Santa Rosa